# Бог знает
«Бог знает» (хинди राम जाने, урду رام جانے‎ Ram Jaane) — индийский криминальный триллер о безымянном мальчике, выросшем гангстером, снятый режиссёром Радживом Мехрой и вышедший в прокат 29 ноября 1995 года. Ремейк американского фильма 30-х — «Ангелы с грязными лицами». По итогам кассовых сборов фильм получил статус «выше среднего».

## Сюжет
История повествует о безымянном мальчике, которого родители бросили сразу после рождения. Однажды он спрашивает у жреца своё имя, на что тот отвечает «Рам джане» («Бог знает», буквально «Рама знает» на хинди). Рам Джане и его друг Мурли совершают кражу в поезде. Мурли удаётся сбежать, а Рам Джане пойман полицией. Позже его освобождают. Спустя годы Рам Джане работает на Самира Санавлу. Вскоре его босса убивает Чьюте. Когда Рам Джане пытается отомстить, его снова арестовывают. После окончания тюремного срока Мурли берёт его в «Ваш дом», приют для бездомных, где работает он сам и Белла, которую Рам Джане любил с детства…

## В ролях
- Шахрух Хан — Рам Джане
- Джухи Чавла — Белла
- Вивек Мушран — Мурли
- Тинну Ананд — Самир Санавла
- Панкадж Капур — Банну
- Пунит Иссар — инспектор Чьюте
- Гульшан Гровер — Бхау
- Девен Верма — дядюшка Дадду

## Саундтрек
| №  | Название                    | Исполнители                                       | Длительность |
| -- | --------------------------- | ------------------------------------------------- | ------------ |
| 1. | «Ram Jaane»                 | Удит Нараян, Сону Нигам, Алка Ягник               | 7:35         |
| 2. | «Ram Jaane (Sad)»           | Удит Нараян                                       | 1:01         |
| 3. | «Pump Up The Bhangra»       | Бали Брахмбхатт                                   | 6:16         |
| 4. | «Phenk Hawa Mein Ek Chumma» | Абхиджит Бхаттачария, Анупама                     | 6:20         |
| 5. | «Ala La La Long…»           | Удит Нараян                                       | 6:15         |
| 6. | «Chori Chori O Gori»        | Удит Нараян, Садхана Саргам                       | 6:49         |
| 7. | «Bum Chiki Chiki Bum»       | Удит Нараян, Абхиджит Бхаттачария, Садхана Саргам | 5:52         |

## Дополнительные факты
- Заядлый курильщик Шахрух Хан редко появляется на экране с сигаретой, но этот фильм — исключение[2].
- Монолог главного героя обличающий юристов, защищающих преступников за деньги, послужил причиной судебного иска против съемочной группы фильма[3].
- Четвёртая и последняя на сегодняшний день отрицательная роль Шахруха Хана после фильмов «Игра со смертью», «Жизнь под страхом» и «Каприз»[4].